# Lucas Digne
Lucas Digne (phát âm tiếng Pháp: [lykɑ diɲ]); sinh ngày 20 tháng 7 năm 1993, là một cầu thủ chuyên nghiệp người Pháp, hiện đang chơi vị trí hậu vệ trái cho câu lạc bộ Aston Villa tại Premier League và Đội tuyển bóng đá quốc gia Pháp.

## Sự nghiệp câu lạc bộ

### Lille

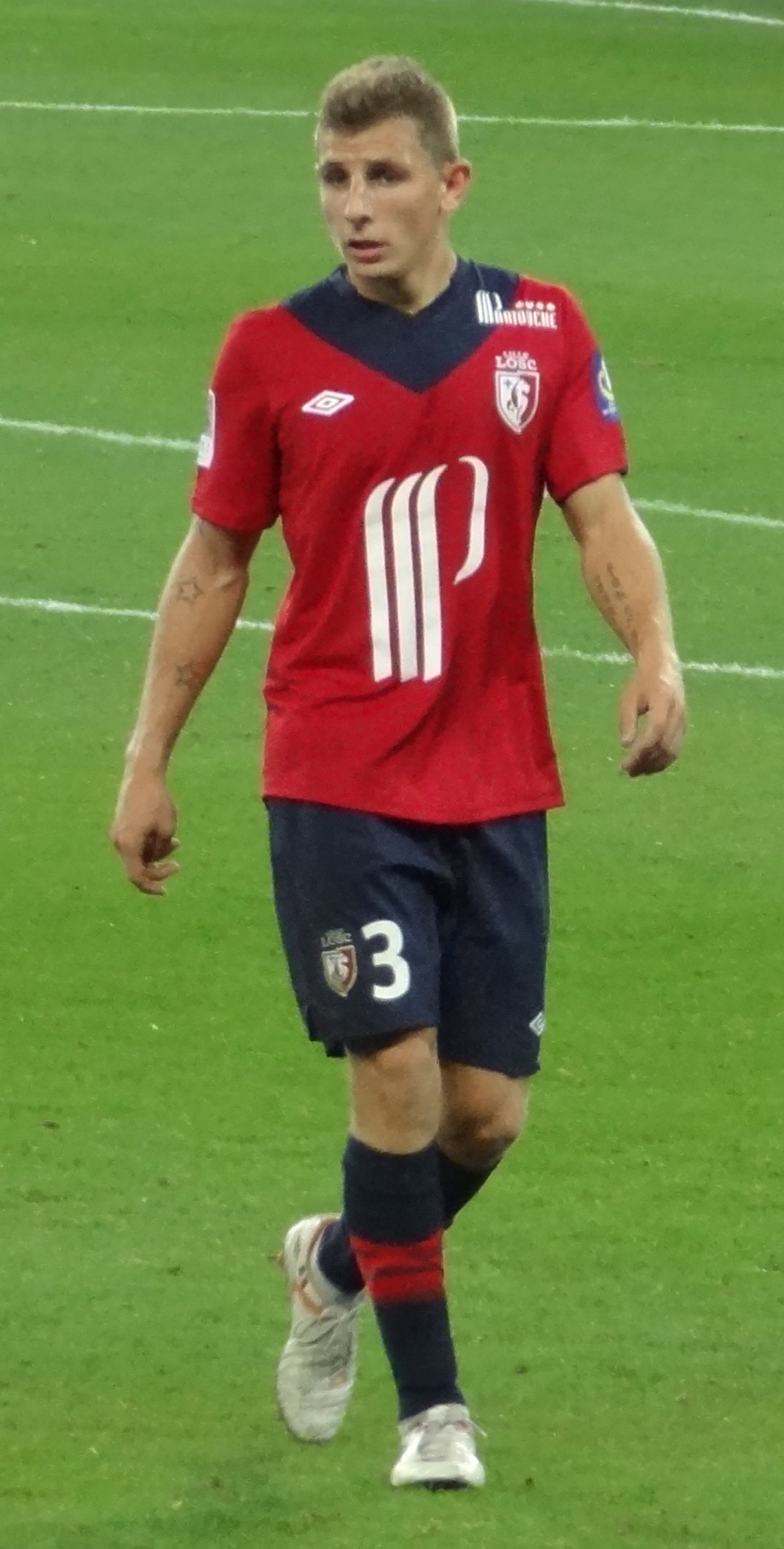
Digne chơi cho Lille năm 2012

Ngày 27 tháng 7 năm 2010, Digne ký hợp đồng chyên nghiệp đầu tiên 3 năm với Lille đến tháng 7 năm 2013, though it was later extended to 2016 in January 2012. Đâu mùa giải 2011-2012 của Ligue 1, Digne được đôn lên đội chính và mặc áo số 3. Anh đã khẳng định được tằi năng của mình trong trận thắng 6–1 Sedan ở Cúp bóng đá Pháp.

### Paris Saint-Germain
Ngày 17 tháng 7 năm 2013, Digne ký hợp đồng 5 năm với Paris Saint-Germain, với mức phí là €15 million.

#### AS Roma (cho mượn)
Ngày 26 tháng 8 năm 2015, Roma thông báo rằng họ đã có chữ ký của Digne từ PSG trong 1 mùa mượn từ đội bóng nước Pháp với mức phí €2.5 million,với điều khoản mua đứt của cuối mùa giải 2015–16  Digne tạo nên chiến thắng cùng Roma trước Juventus tại Sân vận động Olimpico ngày 30 tháng 8 năm 2015.

### FC Barcelona
Ngày 13 tháng 7 năm 2016, Digne gia nhập FC Barcelona với hợp đồng 5 năm. Mức phí chuyển nhượng là €16.5 Million (£13.8 Million), sẽ tăng lên €20.5 Million (£17.1 Million), tùy theo phong độ và đóng góp cho câu lạc bộ. Vào ngày 14 tháng 8 năm 2016, Digne ra sân lần đầu tiên cho Barcelona trong chiến thắng 0–2 trước Sevilla trong trận lượt đi Supercopa de España 2016,Anh đã chơi tổng cộng 26 trận trong mùa giải đầu tiên tại Camp Nou , ghi một bàn trong chiến thắng 7–0 (tổng 8–1) trước câu lạc bộ Segunda División B Hércules ở vòng 32 Copa del Rey.Anh cùng Barcelona vô địch Copa del Rey sau chiến thắng 3-1 trong trận chung kết trước Alavés.
Digne đã chơi 20 trận trong mùa giải 2017–18 khi Barcelona giành được cú đúp danh hiệu và cúp vô địch dưới thời tân huấn luyện viên Ernesto Valverde . Vào ngày 18 tháng 10 năm 2017, anh ghi bàn từ pha kiến tạo của Lionel Messi trong chiến thắng 3–1 trên sân nhà trước Olympiacos ở vòng bảng Champions League.

### Everton
Digne gia nhập câu lạc bộ Anh Everton vào ngày 1 tháng 8 năm 2018, theo hợp đồng 5 năm với mức phí chuyển nhượng là 18 triệu bảng.Anh có trận đấu đầu tiên cho câu lcj bộ sau khi vào sân thay Richarlison trận hòa 2–2 trước Wolverhampton Wanderers.
Anh ghi bàn thắng đầu tiên cho câu lạc bộ bằng một cú sút phạt trực tiếp để gỡ hòa 2–2 ở phút bù giờ thứ sáu ở cuối trận đấu với Watford vào ngày 10 tháng 12.Mười sáu ngày sau, anh ghi hai bàn trong chiến thắng 5–1 trước Burnley  với một cú sút phạt trực tiếp và một cú sút xa 30 mét.Vào ngày 29 tháng 1 năm 2019, anh bị đuổi khỏi sân trong chiến thắng 1–0 trước Huddersfield sau khi phạm lỗi với Adama Diakhaby.Mùa giải đầu tiên của Digne tại Everton kết thúc với các danh hiệu cá nhân khi anh được vinh danh là Cầu thủ xuất sắc nhất mùa giải của câu lạc bộ do những người ủng hộ bình chọn và Cầu thủ xuất sắc nhất mùa cùng với tiền vệ Idrissa Gana Gueye.
Vào ngày 25 tháng 10 năm 2020, Digne bị đuổi khỏi sân trong trận thua 2-0 trước Southampton sau khi anh phạm lỗi với Kyle Walker-Peters.Trọng tài Kevin Friend đã ghi đó là "một pha phạm lỗi nghiêm trọng" và Digne bị treo giò ba trận, nhưng lệnh cấm được giảm xuống một trận sau khi kháng cáo.
Vào tháng 1 năm 2022, Digne nói với huấn luyện viên của Everton, Rafael Benítez rằng anh ấy không còn muốn chơi cho câu lạc bộ và muốn ra đi.

### Aston Villa
Vào ngày 13 tháng 1 năm 2022, Aston Villa thông báo chiêu mộ Digne từ Everton với mức phí 25 triệu bảng,hợp đòng có thời hạn đến năm 2026.Anh ra mắt Aston Villa vào ngày 15 tháng 1 năm 2022, trong trận 2–2 trận hòa trên sân nhà trước Manchester United tại Premier League

## Sự nghiệp quốc tế

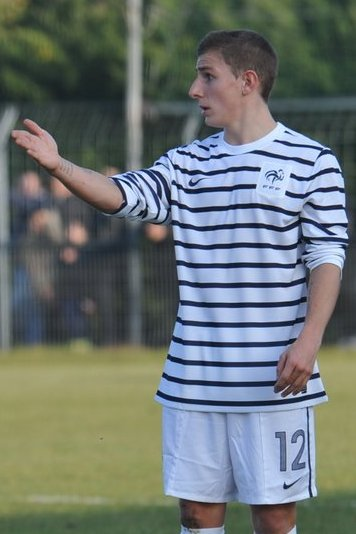
Digne trong màu áo đội tuyển U-19 Pháp năm 2012

Digne là thành viên của tuyển trẻ Pháp, anh chơi cho các cấp độ U16 Pháp, U17 Pháp và U18 Pháp. Digne ra mắt Đội tuyển bóng đá quốc gia Pháp ở World Cup 2014 tại Brasil, mặc áo số 17, trong trận 3 vòng bảng gặp Đội tuyển bóng đá quốc gia Ecuador, bị phạm lỗi bởi đội trưởng Antonio Valencia bên phía Ecuador, dẫn đến việc Valencia bị nhận thẻ đỏ từ trọng tài, ảnh hưởng trực tiếp đến việc Ecuador mất chiếc vé vào vòng loại trực tiếp.
Tại Euro 2016 được tổ chức tại quê nhà Pháp, Digne thi đấu đầy đủ cả sáu trận của đội tuyển Pháp suốt từ vòng bảng đến bán kết, giúp đội tuyển Pháp lọt vào trận chung kết và giành ngôi á quân sau khi thất thủ 0-1 trước đội tuyển Bồ Đào Nha.

## Thống kê sự nghiệp

### Cấp câu lạc bộ
Tính đến ngày 13 tháng 5 năm 2021
| Câu lạc bộ          | Mùa giải            | Giải quốc gia | Giải quốc gia | Cúp quốc gia | Cúp quốc gia | Cúp liên đoàn | Cúp liên đoàn | Châu Âu | Châu Âu | Khác | Khác | Tổng cộng | Tổng cộng |
| Câu lạc bộ          | Mùa giải            | Trận          | Bàn           | Trận         | Bàn          | Trận          | Bàn           | Trận    | Bàn     | Trận | Bàn  | Trận      | Bàn       |
| ------------------- | ------------------- | ------------- | ------------- | ------------ | ------------ | ------------- | ------------- | ------- | ------- | ---- | ---- | --------- | --------- |
| Lille               | 2011–12             | 16            | 0             | 1            | 0            | 1             | 0             | —       | —       | —    | —    | 18        | 0         |
| Lille               | 2012–13             | 33            | 2             | 2            | 0            | 1             | 0             | 5       | 0       | —    | —    | 41        | 2         |
| Lille               | Tổng cộng           | 49            | 2             | 3            | 0            | 2             | 0             | 5       | 0       | —    | —    | 59        | 2         |
| Paris Saint-Germain | 2013–14             | 15            | 0             | 1            | 0            | 2             | 0             | 2       | 0       | —    | —    | 20        | 0         |
| Paris Saint-Germain | 2014–15             | 14            | 0             | 5            | 0            | 2             | 0             | 1       | 0       | 1    | 0    | 23        | 0         |
| Paris Saint-Germain | Tổng cộng           | 29            | 0             | 6            | 0            | 4             | 0             | 3       | 0       | 1    | 0    | 43        | 0         |
| Roma (mượn)         | 2015–16             | 33            | 3             | 1            | 0            | 0             | 0             | 8       | 0       | 0    | 0    | 42        | 3         |
| Roma (mượn)         | Tổng cộng           | 33            | 3             | 1            | 0            | 0             | 0             | 8       | 0       | 0    | 0    | 42        | 3         |
| Barcelona           | 2016–17             | 17            | 0             | 3            | 1            | —             | —             | 4       | 0       | 2    | 0    | 26        | 1         |
| Barcelona           | 2017–18             | 10            | 0             | 4            | 0            | —             | —             | 3       | 1       | 1    | 0    | 18        | 1         |
| Barcelona           | Tổng cộng           | 27            | 0             | 7            | 1            | —             | —             | 7       | 1       | 3    | 0    | 44        | 2         |
| Everton             | 2018–19             | 35            | 4             | 1            | 0            | 1             | 0             | —       | —       | —    | —    | 37        | 4         |
| Everton             | 2019–20             | 35            | 0             | 1            | 0            | 3             | 1             | —       | —       | —    | —    | 39        | 1         |
| Everton             | 2020–21             | 27            | 0             | 4            | 0            | 3             | 0             | —       | —       | —    | —    | 33        | 0         |
| Everton             | Tổng cộng           | 97            | 4             | 5            | 0            | 7             | 1             | —       | —       | —    | —    | 110       | 5         |
| Tổng cộng sự nghiệp | Tổng cộng sự nghiệp | 238           | 9             | 22           | 1            | 14            | 1             | 25      | 2       | 4    | 0    | 302       | 13        |

1. ↑  Bao gồm UEFA Super Cup
2. ↑  Bao gồm Trophée des champions

## Danh hiệu

### Câu lạc bộ
Paris Saint-Germain
- Ligue 1: 2013–14, 2014—15
- Coupe de France: 2014–15
- Coupe de la Ligue: 2013–14, 2014–15
- Trophée des Champions: 2014, 2015

### Quốc tế
- UEFA Euro 2016: Á quân
- UEFA Nations League 2020-21: Vô địch

## Links ngoài
- Lucas Digne tại Soccerbase
- Lucas Digne – Thông số tại LFP.fr (tiếng Pháp)
- Lucas Digne tại L'Équipe Football (tiếng Pháp)
- Paris Saint-Germain official profile Lưu trữ ngày 17 tháng 8 năm 2016 tại Wayback Machine
- France profile Lưu trữ ngày 1 tháng 8 năm 2018 tại Wayback Machine at FFF